# 裕河镇
裕河镇，是中华人民共和国甘肃省陇南市武都区下辖的一个乡镇级行政单位。
2016年，甘肃省民政厅批复同意撤销裕河乡，设立裕河镇。

## 行政区划
裕河镇下辖以下地区：
余家河村、阳坝村、唐坝村、孙家湾村、赵钱坝村、坟坪子村、梨树湾村、庙坝村、范家坪村和苦竹园村。